# 潘慶辰
潘慶辰（？—？），中國清朝官員，本籍中國浙江。潘慶辰於1878年（光緒4年）接替孫繼祖，於台灣擔任台灣府台灣縣知縣。管轄約今台灣南部之嘉義縣、嘉義市、台南縣、市全境及高雄縣部份區域。該區域面積約為4500平方公里，也是清治時期台灣島之漢人集中地所在。1881年，潘慶辰被福建巡撫勒方錡參奏「藉修神廟顆罰勒捐」革職查辦。